# Yvonne Martin
Pour les personnes de même nom de famille, voir Martin et Beaugé.
Yvonne Martin, de son nom de naissance Yvonne Beaugé, est une monteuse française née le 29 février 1912 à Courbevoie et morte le 8 mars 1994 à Dax.

## Biographie
Elle est la fille de la monteuse Marguerite Beaugé, et l'épouse du réalisateur Marcel Martin. 

## Filmographie
- 1934 : Lac aux dames
- 1934 : Sans famille
- 1935 : Les Mystères de Paris
- 1936 : Sous les yeux d'Occident
- 1936 : Les Amants terribles de Marc Allégret
- 1937 : Vous n'avez rien à déclarer ?
- 1937 : Gribouille
- 1937 : La Dame de Malacca
- 1937 : L'Affaire du courrier de Lyon
- 1938 : Orage
- 1938 : Entrée des artistes
- 1938 : Le Capitaine Benoît
- 1939 : Pièges
- 1940 : L'Émigrante
- 1941 : Premier bal
- 1941 : Parade en 7 nuits
- 1941 : Remorques
- 1941 : Ce n'est pas moi
- 1942 : La Duchesse de Langeais
- 1942 : Le Lit à colonnes de Roland Tual
- 1942 : Cap au large
- 1942 : Lettres d'amour
- 1942 : Haut-le-Vent
- 1943 : Les Anges du péché
- 1944 : Bonsoir mesdames, bonsoir messieurs
- 1945 : Vingt-quatre Heures de perm'
- 1946 : L'Ange qu'on m'a donné
- 1947 : La Télévision, œil de demain
- 1947 : La Colère des dieux
- 1947 : Les Amants du pont Saint-Jean
- 1948 : La Figure de proue
- 1949 : Un chien et madame
- 1949 : Jean de la Lune
- 1949 : Monseigneur
- 1950 : La Valse de Paris
- 1950 : Banco de prince
- 1951 : Pas de pitié pour les femmes
- 1951 : Les Mains sales
- 1951 : Gibier de potence
- 1952 : Bille de clown
- 1952 : La Fugue de monsieur Perle
- 1953 : La Marche glorieuse
- 1953 : Les Amants de minuit
- 1954 : La Caraque blonde
- 1955 : Sophie et le Crime
- 1956 : Bonjour sourire
- 1956 : Mon curé chez les pauvres
- 1957 : Élisa
- 1957 : Que les hommes sont bêtes
- 1957 : La Garçonne
- 1959 : Les Noces vénitiennes
- 1959 : Le Secret du chevalier d'Éon de Jacqueline Audry
- 1960 : Austerlitz
- 1961 : L'Enclos d'Armand Gatti
- 1962 : Le Procès
- 1975 : La Passion d'une femme sans cœur (court métrage)
- 1977 : Crazy Horse de Paris
- 1981 Histoire du film annonce (documentaire)
- 1985 : Carné, l'homme à la caméra (documentaire)